# Catch Me at the Ballpark!
«Catch Me at the Ballpark!» (яп. ボールパークでつかまえて！, Bōrupāku de Tsukamaete!, Злови мене на бейсбольному стадіоні!) — серія манґи, написана та ілюстрована Тацуро Суґа. Її серіалізація розпочалася у вересні 2020 року в японському сейнен-журналі Morning видавництва Kodansha. Адаптація у вигляді аніме-телесеріалу, створена студією EMT Squared, транслювалася з квітні по червень 2025 року.

## Персонажі
Руріко (яп. ルリコ)
Сейю: Файруз Ай
Котаро Мурата (яп. 村田)
Сейю: Сатоші Іномата
Аона (яп. アオナ)
Сейю: Ікумі Хасеґава
Омацу (яп. 大松)
Сейю: Сатоші Танака
Накаідзумі (яп. 中泉)
Сейю: Йоджі Уеда
Кано Ямада (яп. 山田夏乃, Yamada Kano)
Сейю: Аюмі Мано
Кокоро (яп. こころ)
Сейю: Момоко Сето
Рюічі Іґараші (яп. 五十嵐 龍一, Igarashi Ryūichi)
Сейю: Джін Ураяма
Такімото (яп. 滝本)
Сейю: Чіхару Савашіро
Коджіро (яп. コジロー, Kojirō)
Сейю: Тоті Хірокі
Юкі Такіно (яп. 滝野ユキ, Takino Yuki)
Сейю: Ріка Тачібана
Денніс Янг (яп. デニス・ヤング, Denisu Yangu)
Сейю: Кентаро Тоне
Браян (яп. ブライアン, Buraian)
Сейю:  Ко Бонкобара
Сара (яп. サラ)
Сейю: Маю Саґара
Рето Міцуї (яп. 三井烈斗, Mitsui Reto)
Сейю: Казухіро Накая
Кіса Кондо (яп. 近藤キサ, Kondō Kisa)
Сейю: Вакана Курамочі
Наґіса Сато (яп. 佐藤なぎさ, Satō Nagisa)
Сейю: Кійоно Ясуно
Хотару Шімізу (яп. 清水ほたる, Shimizu Hotaru)
Сейю: Ацукі Накамура
Кохіната (яп. こひなた)
Сейю: Маая Учіда
Міку (яп. ミク)
Сейю: Акарі Юра
Мати Міку (яп. ミクの母, Miku no haha)
Сейю: Мамі Фуджіта
Батько Міку (яп. ミクの父, Miku no chichi)
Сейю: Кентаро Кумаґай
Казума Шішіо (яп. 獅子尾一磨, Shishio Kazuma)
Сейю: Чіакі Кобаяші
Кен Нокоґірімія (яп. 鋸山剣, Nokogirimiya Ken)
Сейю: Фукуяма Дзюн
Ватару Ічіномія (яп. 一宮航, Ichinomiya Wataru)
Сейю: Дайкі Ямашіта

## Медіа

### Манґа
Написана та ілюстрована Тацуро Суґа, манґа «Catch Me at the Ballpark!» почала серіалізацію 3 вересня 2020 року в японському сейнен-журналі Morning видавництва Kodansha. Її розділи зібрані в шістнадцять томів танкобонів станом на березень 2025 року.
| №  | Дата виходу       | ISBN                   |
| -- | ----------------- | ---------------------- |
| 1  | 23 січня 2021     | ISBN 978-4-06-521917-1 |
| 2  | 23 квітня 2021    | ISBN 978-4-06-522806-7 |
| 3  | 20 липня 2021     | ISBN 978-4-06-524045-8 |
| 4  | 21 жовтня 2021    | ISBN 978-4-06-525129-4 |
| 5  | 21 січня 2022     | ISBN 978-4-06-526526-0 |
| 6  | 21 квітня 2022    | ISBN 978-4-06-527395-1 |
| 7  | 22 липня 2022     | ISBN 978-4-06-528462-9 |
| 8  | 21 жовтня 2022    | ISBN 978-4-06-529529-8 |
| 9  | 23 січня 2023     | ISBN 978-4-06-530483-9 |
| 10 | 22 червня 2023    | ISBN 978-4-06-532027-3 |
| 11 | 22 вересня 2023   | ISBN 978-4-06-532972-6 |
| 12 | 23 січня 2024     | ISBN 978-4-06-534353-1 |
| 13 | 23 квітня 2024    | ISBN 978-4-06-535327-1 |
| 14 | 23 липня 2024     | ISBN 978-4-06-536212-9 |
| 15 | 21 листопада 2024 | ISBN 978-4-06-537585-3 |
| 16 | 21 березня 2025   | ISBN 978-4-06-538845-7 |

### Аніме
14 листопада 2024 року було анонсовано адаптацію у вигляді аніме-телесеріалу. Його виробництвом займається студія EMT Squared, режисером є Дзюнічі Кітамура, за композицію серіалу відповідає Шіґеру Муракоші, дизайн персонажів розробив Фуміо Ііда, а музику написала Monaca. Серіал транслювався з 2 квітня по 18 червня 2025 року на телеканалі TV Tokyo та його філіалах. Початковою музичною темою є пісня «Hurray!!», виконана гуртом GENIC, а завершальною темою є «Ballpark de Shake! Don't Shake!» (яп. ボールパークでShake! Don't Shake!) у виконанні Файруз Ай, Ікумі Хасеґави, Мааї Учіди, Маю Саґари та Момоко Сето як їхніх відповідних персонажів. Crunchyroll здійснює стримінг серіалу.
| 1 | «Ruriko the Beer Vendor Girl» Транслітерація: «Bīru Uriko no Ruriko-san» (яп. ビール売り子のルリコさん)   | Дзюнічі Кітамура | Дзюнічі Кітамура  | 2 квітня 2025  |
| 1 | «Welcome, Regular» Транслітерація: «Jōren-san, Irasshai ♡» (яп. 常連さん、いらっしゃい♡)                  | Дзюнічі Кітамура | Дзюнічі Кітамура  | 2 квітня 2025  |
| 1 | «Candy and Tears» Транслітерація: «Ame to Namida» (яп. アメと涙)                                          | Дзюнічі Кітамура | Дзюнічі Кітамура  | 2 квітня 2025  |
| Мурата, офісний працівник, регулярно відвідує стадіон Chiba MotorSuns, місцевий бейсбольний стадіон, щоб зняти стрес від роботи. Під час однієї гри він зустрічає ексцентричну продавчиню пива на ім'я Руріко, яка має звичку його дражнити. Мурата вражений впевненістю, яку випромінює Руріко, а Руріко щаслива, що змогла успішно обслужити свого першого клієнта. На наступній грі Руріко знову зустрічає Мурату і вмовляє його стати її першим постійним клієнтом, після того як подражнила його за думки про замовлення пива в іншої дівчини. На іншій грі Руріко зустрічає загублену дівчинку Міку та приводить її до ветерана-охоронця Рюічі Іґараші, який наказує своєму напарнику Такімото допомогти заспокоїти Міку цукерками. Тоді Такімото розуміє, що Іґараші був тим самим охоронцем, який допоміг йому, коли він загубився на стадіоні в дитинстві. Побачивши щасливе возз'єднання Міку з її родиною, зазвичай невмотивований Такімото вирішує серйозніше ставитися до своєї роботи. Згодом Іґараші розмірковує, що незалежно від часу та місця, бейсбольний стадіон завжди буде місцем для розваг.                                                                                           | |                  |                   |                |
| 2 | «The Definition of a Baseball Fan» Транслітерація: «Yakyū Fantaru Mono» (яп. 野球ファンたるもの)          | Такеюкі Садохара | Такеші Морі       | 9 квітня 2025  |
| 2 | «No! Never!» Транслітерація: «Dame! Zettai!» (яп. ダメ！ゼッタイ！)                                       | Такеюкі Садохара | Такеші Морі       | 9 квітня 2025  |
| 2 | «The Head Scarf of Innocence» Транслітерація: «Junjō Sankakukin» (яп. 純情三角巾)                         | Такеюкі Садохара | Такеші Морі       | 9 квітня 2025  |
| Незважаючи на свою нелюбов до бейсболу, Юкі Такіно приходить на стадіон, щоб підтримати свого чоловіка Коджіро, який грає за команду Chiba MotorSuns. Вона сердиться на двох фанатів, які критикують гру Коджіро, аж поки він не вибиває хоум-ран, розрядивши ситуацію. Тим часом Руріко намагається вивчити правила гри, але безуспішно. Руріко підслуховує розмови своїх колег про романтику і відчуває себе ніяково через те, що клієнти самі не звертають на неї уваги. Потім їхні менеджери попереджають про «підступних залицяльників» і нагадують усім не розголошувати свою особисту інформацію. Руріко зустрічає таких залицяльників під час своєї зміни та відмовляє їм, тому вони вирішують підписатися на її акаунт у Ninsta. Руріко зізнається, що в неї немає такого акаунта, і вони допомагають їй його створити, після чого вона стає вірусною. Попри прагнення стати продавчинею пива, Нацуно Ямада опинилася натомість за прилавком у кіоску на стадіоні. Почуваючись пригнічено, вона закохується в Мурату, коли той підбадьорює її. Почувши, наскільки багато відвідувачів стадіону вдячні за її їжу, Ямада вирішує ще трохи попрацювати в кіоску.                                        | |                  |                   |                |
| 3 | «The Goddess of Baseball?» Транслітерація: «Yakyū no Megami?» (яп. 野球の女神?)                           | Хідекі Тонокацу  | Дзюнічі Кітамура  | 16 квітня 2025 |
| 3 | «The Invincible Mascot» Транслітерація: «Muteki no Masukotto» (яп. 無敵のマスコット)                      | Хідекі Тонокацу  | Дзюнічі Кітамура  | 16 квітня 2025 |
| 3 | «Rah! Rah! Rah!» Транслітерація: «Eiei Ō♡» (яп. えいえいおー♡)                                            | Хідекі Тонокацу  | Дзюнічі Кітамура  | 16 квітня 2025 |
| Беттер і уродженець Чикаго Денніс Янг не в захваті від того, що є частиною MotorSuns, маючи намір залишитися лише до тих пір, поки не зможе покращити свої показники, щоб повернутися до Головної бейсбольної ліги в Сполучених Штатах. Однак він помічає Руріко на трибунах і миттєво закохується в неї. Спочатку це відволікає його під час гри, але присутність Руріко надихає його настільки, що він робить переможний удар і вирішує залишитися в Японії ще на один сезон. Маскот MotorSuns Сан-Шіро обходить стадіон, допомагаючи гравцям, персоналу та вболівальникам, коли ті потрапляють у біду. Він дає поради Коджіро щодо відбивання, жартує з Деннісом англійською, надає корисні поради Ямаді та Руріко, а також ловить хоум-ран для Міку. Хоча Руріко цікавиться, чи не є Сан-Шіро її матір'ю, ніхто не знає його справжньої особистості. Руріко ставить собі за мету продати 150 чашок за одну гру. Тим часом Мурата засмучений, коли термін виконання його проєкту переносять на більш ранній час. Під час гри Руріко дражнить Мурату як завжди, але зрештою вони підбадьорюють одне одного наполегливо працювати у своїй відповідній справі.                                                | |                  |                   |                |
| 4 | «Soul Announcer» Транслітерація: «Tamashī no Anaunsu» (яп. 魂のアナウンス)                                | Йошітака Кояма   | Коічі Охата       | 23 квітня 2025 |
| 4 | «Suggestion Box Incident Part 1» Транслітерація: «Go Iken-bako Jiken 'Zenpen'» (яп. ご意見箱事件《前編》) | Йошітака Кояма   | Коічі Охата       | 23 квітня 2025 |
| 4 | «Suggestion Box Incident Part 2» Транслітерація: «Go Iken-bako Jiken 'Kōhen'» (яп. ご意見箱事件《後編》)  | Йошітака Кояма   | Коічі Охата       | 23 квітня 2025 |
| Дикторка стадіону Наґіса Сато має звичку дражнити одного з гравців, Кена Нокоґіріяму, під час оголошення стартового складу, що стало традицією стадіону. Однак у Наґіси закінчуються ідеї для жартів над Нокоґіріямою, і вона панікує. Вона навмання просить поради у Руріко, яка пропонує їй просто говорити від щирого серця. Наґіса пробує і зрештою зізнається, що закохана в Нокоґіріяму, хоча фанати та сам Нокоґіріяма сприймають це добре. Руріко виявляє, що анонімний фанат залишив десять сторінок компліментів про неї в одній зі скриньок для пропозицій на стадіоні, що викликає в неї цікавість, хто міг їх написати. Вона починає уважно спостерігати за своїми постійними клієнтами, щоб розгадати цю таємницю. Не зумівши з'ясувати, хто це, Руріко радять поговорити з Такімото, який охороняв скриньку для пропозицій. Він розповідає, що всі постійні клієнти Руріко залишили для неї компліменти, що її зворушує. Пізніше, купивши пиво у Руріко, Мурата спостерігає несподівану перемогу MotorSuns і розмірковує, чи зможуть вони виграти свій перший чемпіонат цього сезону. | |                  |                   |                |
| 5 | «Ticks Me Off!» Транслітерація: «Mukatsuku!» (яп. むかつく！)                                             | Акіра Шімізу     | Дзюн'ічі Кітамура | 30 квітня 2025 |
| 5 | «The Meal Pack Capriccio» Транслітерація: «Obentō Kyōsō Kyoku» (яп. お弁当狂騒曲)                         | Акіра Шімізу     | Дзюн'ічі Кітамура | 30 квітня 2025 |
| 5 | «Different Faces» Транслітерація: «Chigau Kao» (яп. 違う顔)                                               | Акіра Шімізу     | Дзюн'ічі Кітамура | 30 квітня 2025 |
| Коли Мурата прибуває на стадіон, він з подивом зустрічає одну зі своїх нових співробітниць, Хотару Шімізу. Побачивши, що Шімізу також є фанаткою бейсболу, Мурата погоджується подивитися гру разом з нею. Руріко та Ямада починають ревнувати Мурату через те, що він проводить час із Шімізу. Після того, як Юкі купує один із наборів їжі на тему Коджіро, щоб підтримати його, вона бачить іншу жінку, Кісу Кондо, яка купує два набори їжі Рето Міцуї. Невдовзі з'ясовується, що Кіса насправді є дівчиною Міцуї, яка також намагається його підтримати. Хоча між Юкі та Кісою виникає суперництво, виявляється, що у них багато спільного, і вони могли б стати хорошими подругами. Сильна злива змушує суддів оголосити перерву через дощ, що засмучує Кокі Содеґувару та його доньку Меґумі, хоча Руріко зрештою їх підбадьорює. Незабаром після цього дощ дивом припиняється, що дозволяє продовжити гру, і MotorSuns здобувають перемогу. | |                  |                   |                |
| 6 | «A Good Kid» Транслітерація: «Iiko» (яп. 良い子)                                                          | Тайкі Нісімура   | Такеші Морі       | 7 травня 2025  |
| 6 | «So Many Treasures» Транслітерація: «Takaramono ga Ippai» (яп. 宝物がいっぱい)                            | Тайкі Нісімура   | Такеші Морі       | 7 травня 2025  |
| 6 | «Going Off-Script» Транслітерація: «Bukku Yaburi» (яп. ブック破り)                                        | Тайкі Нісімура   | Такеші Морі       | 7 травня 2025  |
| Наймолодша продавчиня пива на стадіоні, Сара, зустрічає на трибунах свою сім'ю, яка не може втриматися від того, щоб її балувати. Побачивши, що роздягальні та кімнати очікування захаращуються, персонал вирішує їх прибрати. Під час прибирання вони знаходять різноманітні старі артефакти та сувеніри з минулого стадіону. Потім вони знаходять фотографію ветеранки-продавчині пива Кохінати, коли вона вперше працювала на стадіоні, і шоковані, побачивши, що в молодості вона одягалася як ґяру. Стадіон стає місцем проведення щорічної Матчу всіх зірок, куди з'їжджаються бейсбольні фанати з усієї Японії. MotorSuns змагаються зі своїми суперниками, Fukuoka Styx, але Styx виходять вперед у змаганнях, включаючи зрежисовану бійку між Кайзером, маскотом Styx, і Сан-Шіро. Почувши, як Руріко підбадьорює його підвестися, і згадавши, як фанати Styx ображали MotorSuns, Сан-Шіро відходить від сценарію і б'ється з Кайзером по-справжньому. В результаті він значно піднімає бойовий дух фанатів MotorSuns після того, як нокаутує Кайзера. Пізніше персонал сварить Сан-Шіро. | |                  |                   |                |
| 7 | «The Pointless 99 Times» Транслітерація: «Kyūjūkyū Kai no Muda» (яп. 99回のムダ)                          | Масаюкі Іімура   | Йошітака Кояма    | 14 травня 2025 |
| 7 | «Bonds Forged Over Food» Транслітерація: «Onaji Kama no Meshi» (яп. 同じ釜の飯)                           | Масаюкі Іімура   | Йошітака Кояма    | 14 травня 2025 |
| 7 | «Transform!!» Транслітерація: «Henshin!!» (яп. 変身っ!!)                                                  | Масаюкі Іімура   | Йошітака Кояма    | 14 травня 2025 |
| Менеджер MotorSuns, Тадахіро Мацудо, виголошує надихаючу промову для преси. Пізніше у роздягальні майже всі продавчині пива вважають зустріч щодо розспівування безглуздою. Під час роботи Руріко використовує всі фрази з голосових вправ і розуміє, що зустріч була не такою вже й марною, і зрештою вона захоплюється Мацудо. У клубній кімнаті другий бейсмен Ватару Ічіномія нарікає на свої невдачі після зустрічі з шортстопом Казумою Шішіо. Поки він їсть на самоті в кафетерії, кухарка Марі Морі може підбадьорити його, пояснивши, що всі його підтримують через їжу. Однак Ічіномія дратується після того, як Шішіо ненавмисно псує момент, коли перший намагається зблизитися з останнім. Руріко потрапляє в останній випуск Weekly Baseball, чим вона хвалиться Мураті. Десять хвилин потому вони знову розмовляють про те, що вони робили в старшій школі, перш ніж Руріко зізнається, що відчуває, ніби вона перетворилася на іншу людину завдяки своїй роботі. Після того, як Мурата замовляє їжу в кіоску, виявляється, що Ямада також з'явилася в тому ж випуску Weekly Baseball, хоча в журналі неправильно написали її прізвище.                                                        | |                  |                   |                |
| 8 | «It's the Wind's Fault» Транслітерація: «Zenbu Kaze no Seida» (яп. ぜんぶ風のせいだ)                      | Такеюкі Садохара | Дзюнічі Кітамура  | 21 травня 2025 |
| 8 | «Signs» Транслітерація: «Mejirushi» (яп. 目印)                                                            | Такеюкі Садохара | Дзюнічі Кітамура  | 21 травня 2025 |
| 8 | «Watch Out for Online News!» Транслітерація: «Nettonyūsu ni Goyōshin» (яп. ネットニュースにご用心)        | Такеюкі Садохара | Дзюнічі Кітамура  | 21 травня 2025 |
| У вітряний день вітер несподівано посилюється і піднімає спідницю Руріко перед Муратою. Руріко соромиться, що Мурата міг бачити її білизну, але він швидко знаходить ідеальне виправдання. Потім Руріко задоволена, що він помітив, як вона змінила стиль наливання, щоб протистояти вітру. Руріко та деякі її колеги вирішують піти на стадіон у свій вихідний як звичайні вболівальники. Вона зустрічає Мурату, але сердиться, коли він її не впізнає. Через кілька днів Руріко дражнить Мурату тим, що він її не впізнав, але соромиться, коли він вказує, що найпростіший спосіб її впізнати — це квітка, яку вона носить у волоссі під час роботи. Аоні доручають супроводжувати Іідзіму, репортера, який пише статтю про продавчинь пива. Невідомо для Аони, Іідзіма отримав вказівку від свого редактора написати негативну статтю, яка зображує їх такими, що працюють в умовах експлуататорської праці. Однак, бачачи, наскільки щасливі Аона та всі інші на стадіоні, і дізнавшись, що його мати читає всі його статті, Іідзіма вирішує написати позитивну статтю. | |                  |                   |                |
| 9 | «Tommy's Melancholy» Транслітерація: «Tomī no Yūutsu» (яп. トミーの憂鬱)                                  | Хідекі Тонокацу  | Такеші Морі       | 28 травня 2025 |
| 9 | «Mr. Murata» Транслітерація: «Murata-san» (яп. ムラタさん)                                                | Хідекі Тонокацу  | Такеші Морі       | 28 травня 2025 |
| 9 | «Show Your Sun»                                                                                           | Хідекі Тонокацу  | Такеші Морі       | 28 травня 2025 |
| Руріко запізнюється на роботу, але, переодягнувшись, виявляє себе замкненою в роздягальні, оскільки шлях їй перегородив бейсбольний пес на ім'я Томмі. Спочатку вона його боялася, але потім Руріко розуміє, що Томмі втік, щоб перепочити від своєї роботи. Так вони утворюють особливий зв'язок. Зрештою, персонал знаходить Томмі, а Руріко отримує догану. Руріко та Мурата хваляться один одному своїм мерчем MotorSuns. Пізніше Руріко знаходить гаманець Мурати на підлозі, але не може його знайти. Після гри Мурата нарешті наздоганяє Руріко, яка розповідає, що шукав її, щоб повернути зайву 100-єнову монету, яку вона йому дала. Зворушена Руріко потім повертає Мураті його гаманець і звертається до нього на прізвище замість «містер». Оскільки MotorSuns вперше перебувають на порозі виходу до плей-офф, моральний дух команди надзвичайно високий. Тим часом Коджіро отримує численні дзвінки від Юкі, але не може на них відповісти. Під час гри Руріко помічає, що Юкі поводиться більш зріло, ніж зазвичай, тоді як Коджіро робить 5 ударів з 5, включаючи хоум-ран. Після гри з'ясовується, що Юкі вагітна, а це означає, що Коджіро стане батьком.                                  | |                  |                   |                |
| 10 | «Us Back Then» Транслітерація: «Anogoro no Watashitachi» (яп. あの頃の私たち)                             | Дзюнічі Кітамура | Дзюнічі Кітамура  | 4 червня 2025  |
| 10 | «Whack That Bottom!» Транслітерація: «Oshiri o Tatake!» (яп. おしりをたたけ！)                            | Дзюнічі Кітамура | Дзюнічі Кітамура  | 4 червня 2025  |
| 10 | «The Double-T Duo» Транслітерація: «TT Konbi» (яп. TTコンビ)                                              | Дзюнічі Кітамура | Дзюнічі Кітамура  | 4 червня 2025  |
| Колишня айдолка, яка стала акторкою, і екс-продавчиня пива Уду Нацуме відвідує гру MotorSuns і несподівано зустрічається з Кохінатою, своєю колишньою колегою. Коли Нацуме скаржиться Кохінаті на свою ситуацію, та заспокоює її, пояснюючи, наскільки стійкими є MotorSuns. Бачачи підтримку вболівальників MotorSuns, Нацуме також вирішує продовжувати боротьбу. Денніс запитує колегу-іноземця Ентоні Брайана, чому всі здаються набагато привітнішими з ним. Брайан пояснює свою ситуацію і зауважує, що небажання Денніса розмовляти японською є причиною дистанції між ним і його товаришами по команді. Під час гри хоум-ран Денніса ненавмисно влучає в Руріко. Потім він дякує своїм товаришам по команді японською, що змушує їх прийняти його. Пізніше він вибачається перед Руріко, яка охоче приймає вибачення. Коджіро дзвонить своєму старому другу Цубакі, який покинув MotorSuns багато років тому. Однак дзвінок переривається до того, як Коджіро встигає розповісти Цубакі про вагітність своєї дружини. Почувши голос Цубакі з сусідньої кімнати, Коджіро йде перевірити і виявляє, що Цубакі насправді є Сан-Шіро. Сан-Шіро вітає Коджіро і обіймає його, мовчки визнаючи їхню дружбу. | |                  |                   |                |
| 11 | «The Clincher!» Транслітерація: «Daiichiban!» (яп. 大一番！)                                              | Такаакі Ішіяма   | Такеші Морі       | 11 червня 2025 |
| 11 | «The Clincher! (Pt. 2)» Транслітерація: «Daiichiban (Chūhen)» (яп. 大一番（中編）)                        | Такаакі Ішіяма   | Такеші Морі       | 11 червня 2025 |
| 11 | «The Clincher! (Pt. 3)» Транслітерація: «Daiichiban (Kōhen)» (яп. 大一番（後編）)                         | Такаакі Ішіяма   | Такеші Морі       | 11 червня 2025 |
| Напруга зростає як серед працівників стадіону, так і серед уболівальників: MotorSuns проводять свою першу «вирішальну» гру проти Fukuoka Styx, яка визначить, яка команда вийде до плейоф. MotorSuns вириваються вперед з рахунком 3–1 у нижній частині другого інінгу. У верхній частині сьомого інінгу, через те, що Міцуї піддається тиску, а Шішіо приховує травму ноги, вони починають програвати 4–3. Вболівальники швидко починають відвертатися від Міцуї, але Руріко, підтримуючи його, переконує їх також залишатися позитивними. Хоча Міцуї та Шішіо були замінені, MotorSuns не можуть повернути лідерство. У нижній частині дев'ятого інінгу MotorSuns заповнюють бази з двома аутами, і Коджіро виходить на биту. Гра закінчується тим, що він робить лайнаут до Ішімури, клоузера Styx. В результаті Styx виходять до плей-офф. Незважаючи на поразку, вболівальники MotorSuns колективно демонструють солідарність зі своєю командою, що змушує Руріко любити стадіон більше, ніж будь-коли раніше. | |                  |                   |                |
| 12 | «Transformative Game» Транслітерація: «Shōka Shiai» (яп. 昇華試合)                                        | Йошітака Кояма   | Такеші Морі       | 18 червня 2025 |
| 12 | «Last Message» Транслітерація: «Rasuto Messēji» (яп. ラストメッセージ)                                    | Йошітака Кояма   | Такеші Морі       | 18 червня 2025 |
| 12 | «It's Opening Day, Okay?!» Транслітерація: «Kaimakuttara Kaimaku!» (яп. 開幕ったら開幕！)                 | Йошітака Кояма   | Такеші Морі       | 18 червня 2025 |
| Незважаючи на те, що MotorSuns не потрапили до плей-офф, вони вирішують викластися на повну в останній грі сезону. Тим часом Аона повідомляє іншим дівчатам-продавчиням, що вона склала іспит на вчителя. Під час гри Мурата і Руріко ведуть щиру розмову. Після цього наймають нову дівчину-продавчиню, щоб замінити Аону. Мацудо оголошує про свій вихід на пенсію. Потім MotorSuns проводять День вдячності вболівальників. На початку показового матчу Мацудо з'являється як пітчер, а Нагіса зачитує повідомлення, написані всією командою, дякуючи йому за підтримку. У результаті всі влаштовують йому тепле прощання. Руріко з нетерпінням повертається до роботи в день відкриття сезону, хоча її дратує, що MotorSuns вже зіграли три виїзні гри. Потім вона возз'єднується з Муратою, який зізнається, що був на їхній першій грі в Сайтамі, але не замовляв там пива, тому що хотів пива саме від Руріко. Тим часом нова дівчина-продавчиня дякує Накаідзумі за те, що він її найняв. Знову на полі, Мурата та Руріко разом дивляться феєрверк, щоб відсвяткувати новий сезон, і Руріко відновлює свою роботу як дівчина-продавчиня.                                                              | |                  |                   |                |

## Сприйняття
Станом на січень 2024 року тираж серії становив понад 200 000 копій.